# Беллоус-Фоллс (Вермонт)
Беллоус-Фоллс (англ. Bellows Falls) — селище (англ. village) в США, в окрузі Віндем штату Вермонт. Населення — 2747 осіб (2020).

## Географія
Беллоус-Фоллс розташований за координатами 43°8′3″ пн. ш. 72°27′33″ зх. д. / 43.13417° пн. ш. 72.45917° зх. д. (43.134135, -72.459205).  За даними Бюро перепису населення США в 2010 році селище мало площу 3,60 км², з яких 3,56 км² — суходіл та 0,04 км² — водойми.

## Демографія
Згідно з переписом 2010 року, у селищі мешкало 3148 осіб у 1314 домогосподарствах у складі 726 родин. Густота населення становила 873 особи/км².  Було 1500 помешкань (416/км²).
Расовий склад населення:
| - 94,7 % — білих - 0,8 % — чорних або афроамериканців - 0,6 % — азіатів - 0,3 % — корінних американців - 0,2 % — вихідців з тихоокеанських островів |

До двох чи більше рас належало 3,0 %. Частка іспаномовних становила 1,9 % від усіх жителів.
За віковим діапазоном населення розподілялося таким чином: 23,1 % — особи молодші 18 років, 62,7 % — особи у віці 18—64 років, 14,2 % — особи у віці 65 років та старші. Медіана віку мешканця становила 39,2 року. На 100 осіб жіночої статі у селищі припадало 91,4 чоловіків;  на 100 жінок у віці від 18 років та старших — 90,0 чоловіків також старших 18 років.
Середній дохід на одне домашнє господарство  становив 46 017 доларів США (медіана — 32 330), а середній дохід на одну сім'ю — 56 588 доларів (медіана — 51 875). Медіана доходів становила 38 750 доларів для чоловіків та 26 808 доларів для жінок. За межею бідності перебувало 15,8 % осіб, у тому числі 18,9 % дітей у віці до 18 років та 10,9 % осіб у віці 65 років та старших.
Цивільне працевлаштоване населення становило 1360 осіб. Основні галузі зайнятості: освіта, охорона здоров'я та соціальна допомога — 25,9 %, виробництво — 15,8 %, роздрібна торгівля — 13,8 %.